# معلم سال (فیلم)
معلم سال (انگلیسی: Teacher of the Year) یک فیلم کمدی آمریکایی است که در سال ۲۰۱۴ منتشر شد در این فیلم بازیگرانی همچون مت لتچر، کیگان-مایکل کی، سانی میبری، لری جو کمبل، میل فلاناگان، تاملین تومیتا، برندا استرانگ، کیتلین کارمایکل، ایدن ریگل، الیویا کورچچیا و جاناتان گلدشتاین ایفای نقش کرده‌اند.

## داستان
میچ کارتر که توسط دانشکده خارق‌العاده دبیرستان ترومن احاطه شده‌است، برنده جایزه معلم سال کالیفرنیا می‌شود و بلافاصله یک پیشنهاد وسوسه انگیز دریافت می‌کند که ممکن است وی را مجبور به استعفا از شغل خود کند.